# Province de Palerme
La province de Palerme (Pruvincia di Palermu en sicilien) est une ancienne province italienne située en Sicile. Sa population est de 1 250 296 habitants en 2011. Sa capitale est la ville de Palerme. La province a une superficie de 4 992 km2 et comprend 82 communes. Elle est remplacée par la ville métropolitaine de Palerme depuis le 4 août 2015.
La province est bordée au nord par la mer Tyrrhénienne, à l'ouest par la province de Trapani, au sud par les provinces d'Agrigente et de Caltanissetta et à l'est par les provinces de Messine et d'Enna.

## Géographie

### Territoire
La province de Palerme occupe une partie considérable du nord-ouest de la Sicile, la capitale (Palerme) se trouve à l'ouest de la province. La province est aussi séparée par les Madonies.
L'intérieur du territoire est dominé par un relief montagneux, devant lequel se trouve d'étroites plaines côtières parmi lesquels la Conca d'Oro, là où est située la ville de Palerme. La province possède également de nombreux sommets culminants à plus de 1 000 mètres d'altitude et plusieurs stations de sports d'hiver.

### Hydrographie
Comme dans toutes les provinces de la Sicile, à l'exception d'Enna, la province de Palerme possède de nombreux lacs, la plupart sont d'origine artificielle, de nombreux barrages sont également situés dans l'intérieur très vallonné de la province. Certains des lacs de la province sont des étapes de la migration de nombreuses espèces d'oiseaux. Les fleuves et les rivières de la province sont souvent torrentiels. Parmi les principaux fleuves de la province se trouve : le fleuve côtier d'Oreto, l'Imera septentrionale et le Belice.

### Climat
Selon la classification de Köppen, le climat de la province est méditerranéen, avec des températures douces, des précipitations concentrées dans le semestre hivernal. Les hivers dans la province sont généralement frais et court, alors que les étés sont longs et chauds.
La province compte également plusieurs stations météorologiques dont 4 sont reconnues par l'organisation météorologique mondiale : la station météorologique de Palerme Boccadifalco, la station météorologique de Palerme Punta Raisi, la station météorologique de Prizzi et la station météorologique d'Ustica.

## Histoire

### Préhistoire
Des dessins de l'époque mésolithique sont présents dans la grotte dell'Audaura sur le monte Pellegrino de Palerme, ces dessins représentent des figures humaines réalisant des danses rituelles et peut-être un sacrifice humain. Ces représentations sont des traces très importantes et significatives pour la pré-histoire de l'art, et aussi pour l'étude de l'histoire de la province, car c'est la preuve que des rassemblements d'humains étaient installés autrefois dans la province de Palerme à la proximité des côtes. Une autre raison qui aurait pu favoriser le développement de la présence humaine dans la province à la Préhistoire est la matière qui compose les roches, le calcaire dans lequel des grottes peuvent être élargies et creusées.

### Himera
Himera est une ancienne cité grecque de la Grande Grèce, fondée près du fleuve Himeras en - 648 et annihilée par les forces carthaginoises en - 408, elle est située sur la côte septentrionale de la Sicile, à l'est de Palerme. Le site archéologique appartient à la commune actuelle de Termini Imerese.

### Solunto
Solunto est une cité de l'époque phénicienne de Sicile, située sur la côte septentrionale sur le mont Caltafano à environ 3 km de Santa Flavia. Les fouilles du monte Catalfano ont permis de dégager des vestiges datés des IVe siècle av. J.-C. au IIe siècle. La ville apparaît bâtie sur un mode orthogonal. Les archéologues considèrent que la cité archaïque était située à proximité, sur le promontoire de Solanto, qui conserve des sépultures phénico-puniques datées du VIe siècle av. J.-C.

## Nature

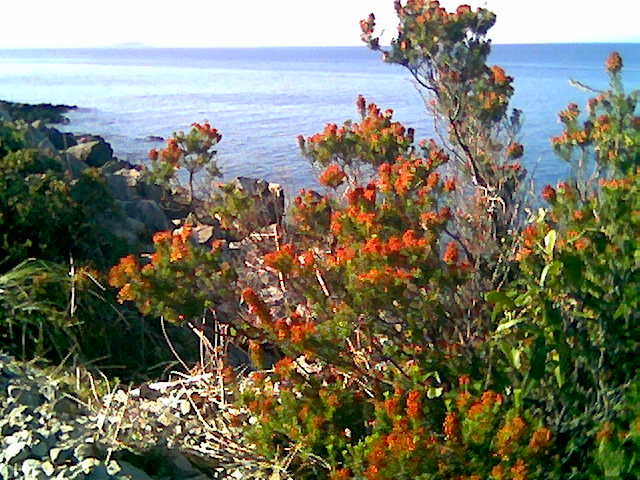
Capo Gallo

La province de Palerme est le foyer de plusieurs zones naturelles protégées et de nombreuses zones qui possèdent des intérêts naturels. La plus importante est celle du parc naturel régional des Madonie, il abrite plus de la moitié des espèces de plantes siciliennes, et il abrite également plus de la moitié des espèces d'oiseaux, d'invertébrés et toutes les espèces de mammifères de l'île. Les particularités géologiques de ce parc sont aussi remarquables, c'est d'ailleurs pour ces raisons qu'il fait partie des parcs du réseau European Geopark (it).
Les autres réserves naturelles importantes de la province sont : 
- la réserve naturelle de Capo Gallo : déclarée réserve naturelle depuis 2001, elle occupe une surface de 5,85 km2 ;
- la réserve naturelle du Monte Pellegrino : déclarée réserve naturelle depuis 1995, elle occupe une surface de 1 050 hectares (10,5 km2) ;
- la réserve naturelle de l'Isola delle Femmine : déclarée réserve naturelle depuis 1997, elle occupe une surface de 15 hectares ;
- la réserve naturelle de Capo Rama : déclarée réserve naturelle depuis 2000, elle occupe une surface de 21,12 hectares.

La province possède aussi des aires marines protégées :
- l'aire marine protégée d'Isola di Ustica (depuis 1986) ;
- l'aire marine protégée Capo Galo — Isola delle Femina (depuis 2002).

## Économie

### Secteur primaire

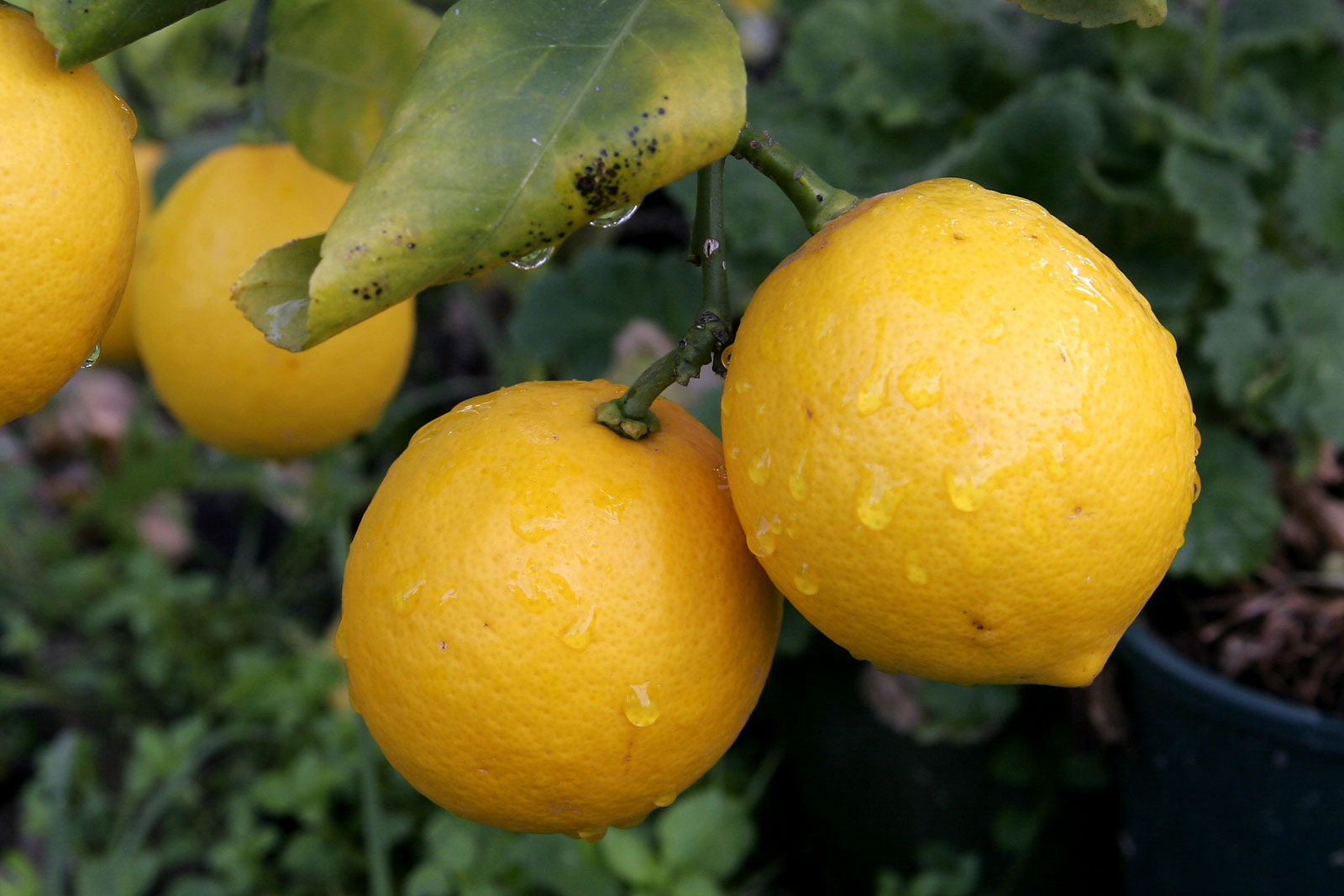
Les citrons, beaucoup cultivés dans la province.

L'agriculture est fortement développée dans la province, grâce à la fertilité des sols et au climat tempéré.
La production de citron est la plus forte, celui-ci est cultivé en particulier dans des zones côtières et sous-côtières.
Ce sont les Arabes qui ont introduit le citron dans la province au IXe siècle.
Dans la province se trouve également des cultures d'aliments rares dont certains sont répertoriés sur la liste des aliments à protéger de Slow Food[Par exemple ?].

### Secteur tertiaire
Le secteur tertiaire est abondamment développé dans la province, le commerce est particulièrement centralisé sur la capitale et dans les plus grandes communes de la province. Pourtant, on trouve plusieurs grands centres commerciaux un peu partout dans la province.
Le siège du secteur tertiaire dans la province est la ville de Palerme, elle abrite de nombreux bureaux communaux, provinciaux et régionaux.

## Démographie

### Âge moyen
L'âge moyen des habitants de la province est de 42,1 ans (2015).

### Résidents étrangers
Les étrangers représentaient, au 31 décembre 2015, 2,91 % des habitants de la province.
| Résidents étrangers | Population (2015)            |
| ------------------- | ---------------------------- |
| Roumanie            | 6 909                        |
| Bangladesh          | 5 874                        |
| Sri Lanka           | 3 902                        |
| Ghana               | 2 990                        |
| Maroc               | 2 641                        |
| Philippines         | 1 773                        |
| Tunisie             | 1 727                        |
| Chine               | 1 588                        |
| Maurice             | 1 058                        |
| Nigeria             | 708                          |
| Côte d'Ivoire       | 654                          |
| Albanie             | 651                          |
| Pologne             | 596                          |
| Ukraine             | 357                          |
| Gambie              | 342                          |
| Autres pays         | nc                           |
| Total               | 36 980 (au 31 décembre 2015) |

## Culture

### Universités
Dans la province se trouve l'université de Palerme, l'avant-dernière université fondée en Sicile, elle compte plus de 70 000 inscrits. L'université de Palerme est divisée en 12 facultés.

### Théâtre
| - Le Théâtre Politeama de Palerme. - Le Théâtre Massimo Vittorio-Emanuele de Palerme. |

La province de Palerme possède de nombreux théâtres, la plupart d'entre eux sont situés dans la ville de Palerme, ils sont d'une importance culturelle, mais aussi historique et architectural pour la province.
- Le théâtre Massimo est le plus grand théâtre d'Italie et un des plus importants opéras d'Europe (le 3e après l'Opéra national de Paris et le Staatsoper de Vienne). La salle possède une excellente acoustique ;
- Le Teatro Politeama est connu pour son architecture extérieur d'esthétique néoclassique, des grandes statuts de bronzes se trouve à l'entrée du bâtiment; C'est le second plus grand théâtre de la ville de Palerme ;
- Le théâtre de marionnettes qui est inscrit au patrimoine oral et immatériel de l'humanité par l'UNESCO depuis 2008, un théâtre divisé en plusieurs parties dans les villes de Catane, Palerme et Cefalù.

### Cinéma et littérature
La province de Palerme est le lieu de tournage, d'écriture et de déroulement de nombreux films et livres.

### Gastronomie
La cuisine de la province de Palerme est riche et variée. Parmi les spécialités locales on trouve plusieurs plats de pâtes : les pâtes aux sardines (spécialité traditionnelle accompagné souvent de nombreux fruits de mer) et les pâtes avec du pain de mie (pâtes cuites au four et garnient d'une chapelure de miettes de pain). Une autre spécialité est la Caponata, un plat à base d'aubergines, d'oignons, de céleri, d'olives vertes, de câpres et de tomates. La cuisine de la province compte également des plats sucrés, comme la gelée de Melon et le granité au citron (plus couramment appelé granité sicilien).

## Tourisme

### Tourisme culturel
Le tourisme culturel est surtout développé dans les villes de Palerme et de Cefalù, où se trouve un grand nombre de monuments remarquables.
À Palerme, le patrimoine conservé est en rapport avec l'Histoire de la ville, comme le palais des Normands ou la cathédrale.
La ville de Cefalù possède elle le label des Plus beaux bourgs d'Italie.

### Tourisme balnéaire
La province de Palerme possède quelques-unes des stations balnéaires les plus attrayantes de Sicile, les touristes apprécient en particularité les côtes des localités de Mondello, Campofelice di Roccella, Altavilla Milicia, de Trabia et de Balestrate.

### Tourisme hivernal
Les Madonies offrent de nombreuses possibilités pour un tourisme hivernal, mais c'est certainement la Piano Battaglia (it) (à plus de 1 500 mètres d'altitude) qui est le lieu le plus attractif.

#### Piano Battaglia
Localité des Madonies située à 1 574 m d'altitude, on y trouve une station de ski qui compte 4 pistes de ski : la Giovanni Falcone, la Paolo Borsellino, la Panoramica et la Vincenzo Mollica. Les pentes vont de 1 840 à 1 570 mètres.

#### Pizzo Carbonara
Se situant à 1 979 mètres d'altitude, c'est le 2e sommet de la Sicile après l'Etna. Le Pizzo Carbonara contient plusieurs équipements et infrastructures (refuges...)

## Administration
Le siège de la province se trouve à Palerme.

### Préfets
| Dates                                | Nom                                       |
| ------------------------------------ | ----------------------------------------- |
| 16 avril au 25 juillet 1862          | Giorgio Pallavicino Trivulzio             |
| 1862                                 | Efisio Cugia                              |
| 1863 à 1868                          | Augusto Nomis di Cossilla                 |
| 1866                                 | Luigi Torelli                             |
| 1867                                 | Antonio Starabba di Rudinì                |
| 1868                                 | Enrico Guicciardi (d)                     |
| 1869 à 1873                          | Giacomo Medici                            |
| 1874                                 | Gioacchino Rasponi (d)                    |
| 1875 à 1876                          | Luigi Gerra (d)                           |
| 1877                                 | Antonio Malusardi                         |
| 1878 à 1879                          | Clemente Corte                            |
| 23 février 1879 au 10 décembre 1887  | Cesare Bardesono di Rigras                |
| 11 décembre 1887 au 28 juillet 1890  | Andrea Calenda di Tavani                  |
| 29 juillet 1890 au 12 mars 1891      | Antonio Winspeare (d)                     |
| 22 mars 1891 au 28 juin 1892         | Giuseppe Colucci                          |
| 29 juin 1892 au 28 novembre 1893     | Vincenzo Colmayer (d)                     |
| 29 novembre 1893 au 27 août 1894     | Roberto Morra di Lavriano e della Montà   |
| 28 août 1894 au 17 janvier 1895      | Giannetto Cavasola                        |
| 3 février 1895 au 4 juillet 1897     | Francesco De Seta                         |
| 5 avril 1896 au 1er juillet 1897     | Giovanni Codronchi-Angeli                 |
| 23 juillet 1897 à 1898               | Giuseppe Sensales                         |
| 20 mars au 22 août 1898              | Carlo Municchi                            |
| 23 août 1898 au 5 mai 1909           | Francesco De Seta                         |
| 6 mai 1909 au 12 décembre 1913       | Casimiro Rovasenda                        |
| 13 février 1913 au 1er août 1914     | Carlo Cataldi                             |
| 16 août 1914 au 23 mai 1915          | Carmine Adami Rossi                       |
| 24 mai 1915 au 24 août 1919          | Vincenzo Pericoli                         |
| 25 août 1919 au 15 avril 1920        | Gaetano Crivellari                        |
| 16 avril au 20 août 1920             | Angelo Pesce                              |
| 21 août 1920 au 15 novembre 1923     | Vittorio Menzinger                        |
| 16 février 1923 au 23 janvier 1924   | Giovanni Gasti                            |
| 24 janvier au 31 juillet 1924        | Benedetto Scelsi                          |
| 1er août 1924 au 12 décembre 1925    | Paolo D'Ancora                            |
| 16 août au 17 février 1925           | Domenico Milani                           |
| 25 février au 31 octobre 1925        | Angelo Barbieri                           |
| 1er novembre 1925 au 15 juillet 1929 | Cesare Mori                               |
| 16 juillet 1929 au 9 septembre 1933  | Umberto Albini                            |
| 10 septembre 1933 au 31 juillet 1936 | Giovanni Battista Marziali                |
| 1er août 1936 au 15 août 1938        | Francesco Benigni                         |
| 16 août 1938 au 6 juin 1941          | Enrico Cavalieri                          |
| 7 juin 1941 au 14 juin 1943          | Adalberto Mariano                         |
| 15 juin au 1er août 1943             | Alberto Varano                            |
| 10 septembre 1943 au 3 mars 1944     | Francesco Musotto                         |
| 16 mai au 7 décembre 1944            | Paolo D'Antoni                            |
| 8 décembre 1944 au 9 octobre 1946    | Francesco Battiati                        |
| 10 octobre 1946 au 9 août 1948       | Antonio Cesare Vittorelli                 |
| 10 août 1948 au 5 octobre 1953       | Angelo Vicari                             |
| 6 octobre 1953 au 24 octobre 1954    | Paolo Strano                              |
| 25 octobre 1954 au 22 octobre 1955   | Sante Iannone                             |
| 23 octobre 1955 au 7 octobre 1958    | Giuseppe Migliore                         |
| 8 octobre 1958 au 10 octobre 1961    | Carlo Gerlini                             |
| 11 octobre 1961 au 31 août 1962      | Pietro Rizzo                              |
| 1er septembre 1962 au 3 mai 1964     | Francesco Boccia                          |
| 4 mai 1964 au 19 octobre 1970        | Giovanni Ravalli                          |
| 20 octobre 1970 au 29 avril 1973     | Francesco Puglisi                         |
| 30 avril au 24 juillet 1973          | Francesco Vicari (Vice Prefetto Reggente) |
| 25 juillet 1973 au 15 janvier 1978   | Aurelio Grasso                            |
| 16 janvier 1978 au 17 août 1981      | Girolamo Di Giovanni                      |
| 18 août 1981 au 29 avril 1982        | Giuseppe Giuffrida                        |
| 30 avril au 3 septembre 1982         | Carlo Alberto Dalla Chiesa                |
| 6 septembre 1982 au 31 octobre 1983  | Emanuele De Francesco                     |
| 1er novembre 1983 au 31 mars 1985    | Antonio Basso                             |
| 1er avril 1985 au 14 mars 1989       | Angelo Finocchiaro                        |
| 13 mars 1989 au 9 août 1992          | Mario Iovine                              |
| 10 août 1992 au 14 septembre 1994    | Giorgio Musio                             |
| 15 septembre 1994 au 22 janvier 1995 | Luigi Rossi                               |
| 13 février 1995 au 24 février 1996   | Achille Serra                             |
| 20 mars 1996 au 30 avril 1998        | Luigi Damiano                             |
| 25 mai 1998 au 12 mars 2000          | Francesco Lococciolo                      |
| 15 mars 2000 au 18 mai 2003          | Renato Profili                            |
| 10 juin 2003 au 9 janvier 2008       | Giosuè Marino                             |
| 10 janvier 2008 au 30 juin 2010      | Giancarlo Trevisone                       |
| 2 août 2010 au 23 juin 2011          | Giuseppe Caruso                           |
| 4 juillet 2011 au 4 août 2013        | Umberto Postiglione                       |
| 5 août 2013 au 15 novembre 2015      | Francesca Cannizzo                        |
| 5 janvier 2016 au 30 avril 2020      | Antonella De Miro                         |
| 22 mai 2020-30 septembre 2022        | Giuseppe Forlani                          |
| 5 décembre 2022-30 octobre 2023      | Maria Teresa Cucinotta                    |
| Depuis le 3 novembre 2023            | Massimo Mariani                           |

### Présidents
| Dates                                | Nom |
| ------------------------------------ | --- |
| 2 septembre 1861 au 3 juin 1863      | Mariano Stabile                                                                                         |
| 7 septembre 1863 au 2 décembre 1867  | Giulio Benso della Verdura                                                                              |
| 3 décembre 1867 au 11 août 1878      | Nicolò Turrisi Colonna                                                                                  |
| 12 août 1878 au 10 août 1879         | Francesco Paolo Perez                                                                                   |
| août 1879 à août 1881                | Salesio Balsano                                                                                         |
| 8-31 août 1881                       | Giovanni Maurigi                                                                                        |
| 14 août 1882 au 8 août 1886          | Francesco Lanza Spinelli di Scalea                                                                      |
| 9 août 1886 au 11 janvier 1898       | Pietro Ugo delle Favare                                                                                 |
|                                      | |
| 8 août 1898 au 10 août 1914          | Emanuele Paternò                                                                                        |
| 1914-1919                            | Francesco Paolo Tesauro                                                                                 |
| 1919-1923                            | Francesco Spallitta                                                                                     |
| 1924-?                               | Vincenzo Raja                                                                                           |
|                                      | |
| 10 janvier 1962 au 6 juillet 1964    | Michele Reina (DC)                                                                                      |
| 7 juillet 1964 au 12 mars 1965       | Francesco Urso (DC)                                                                                     |
| 13 mars 1965 au 8 octobre 1967       | Antonino Riggio (DC)                                                                                    |
| 9 octobre 1967 au 10 décembre 1969   | Giovanni Celauro (DC)                                                                                   |
| 11 décembre 1969 au 1er octobre 1970 | Rosario Odierna (commissaire du gouvernement)                                                           |
| 2 octobre 1970 au 1er février 1972   | Francesco Sturzo (DC)                                                                                   |
| 2 février 1972 au 28 juillet 1975    | Giovanni Celauro (DC)                                                                                   |
| 29 juillet 1975 au 30 juin 1976      | Ernesto Di Fresco (DC)                                                                                  |
| 1er juillet 1976 au 21 mai 1978      | Gaspare Giganti (DC)                                                                                    |
| 22 mai 1978 au 26 septembre 1980     | Antonino Gristina                                                                                       |
| 27 septembre 1980 au 16 avril 1981   | Francesco Bombace (DC)                                                                                  |
| 17 avril 1981 au 24 novembre 1982    | Ernesto Di Fresco (DC)                                                                                  |
| 25 novembre 1982 au 25 avril 1983    | Marcantinio Bellomare (DC)                                                                              |
| 26 avril 1983 au 4 mai 1987          | Girolamo Di Benedetto (DC)                                                                              |
| 5 mai 1987 au 10 août 1987           | Salvatore Governanti (DC)                                                                               |
| 11 août 1987 au 14 mars 1990         | Girolamo Di Benedetto (DC)                                                                              |
| 15 mars au 11 juin 1990              | Vincenzo Tarsia et Carlo Fanara (commissaires du gouvernement)                                          |
| 12 juin 1990 au 27 mai 1993          | Francesco Caldaronello (DC)                                                                             |
| 28 mai 1993 au 7 février 1994        | Paolo Borsellino (DC)                                                                                   |
| 8 février au 12 juin 1994            | Maria Grazia Ambrosini (DC)                                                                             |
| 13 juin 1994 au 7 novembre 1995      | Francesco Musotto (Forza Italia)                                                                        |
| 8 novembre au 26 décembre 1995       | Filippo Cangemi (AN)                                                                                    |
| 27 décembre 1995 au 10 juillet 1996  | Mario Laurino, Onofrio Zaccone, Giancarlo Manenti et Salvatore Di Franco (commissaires du gouvernement) |
| 11 juillet 1996 au 1er juin 1998     | Pietro Puccio (PdS)                                                                                     |
| 2 juin 1998 au 15 juin 2008          | Francesco Musotto (Forza Italia)                                                                        |
| 17 juin 2008 au 17 juin 2013         | Giovanni Avanti (UDC)                                                                                   |

### Communes
La province comprend 82 communes.
- Alia
- Alimena
- Aliminusa
- Altavilla Milicia
- Altofonte
- Bagheria
- Balestrate
- Baucina
- Belmonte Mezzagno
- Bisacquino
- Blufi
- Bolognetta
- Bompietro
- Borgetto
- Caccamo
- Caltavuturo
- Campofelice di Fitalia
- Campofelice di Roccella
- Campofiorito
- Camporeale
- Capaci
- Carini
- Castelbuono
- Casteldaccia
- Castellana Sicula
- Castronovo di Sicilia
- Cefalà Diana
- Cefalù
- Cerda
- Chiusa Sclafani
- Ciminna
- Cinisi
- Collesano
- Contessa Entellina
- Corleone
- Ficarazzi
- Gangi
- Geraci Siculo
- Giardinello
- Giuliana
- Godrano
- Gratteri
- Isnello
- Isola delle Femmine
- Lascari
- Lercara Friddi
- Marineo
- Mezzojuso
- Misilmeri
- Monreale
- Montelepre
- Montemaggiore Belsito
- Palazzo Adriano
- Palerme
- Partinico
- Petralia Soprana
- Petralia Sottana
- Piana degli Albanesi
- Polizzi Generosa
- Pollina
- Prizzi
- Roccamena
- Roccapalumba
- San Cipirello
- San Giuseppe Jato
- San Mauro Castelverde
- Santa Cristina Gela
- Santa Flavia
- Sciara
- Scillato
- Sclafani Bagni
- Termini Imerese
- Terrasini
- Torretta
- Trabia
- Trappeto
- Ustica
- Valledolmo
- Ventimiglia di Sicilia
- Vicari
- Villabate
- Villafrati

## Divers

### Sport

#### Sport automobile
Entre 1906 et 1977 a lieu dans la province de Palerme la plus ancienne course automobile italienne : la Targa Florio, organisée sur le circuit des Madonies. En 1978, la course devient un rassemblement appelé Rallye Targa Florio qui se déroule aussi sur le circuit des Madonies.

#### Football
Le football est assez développé dans la province de Palerme. L'US Paleme, fondé en 1898, est le meilleur club de la province[réf. souhaitée]. Il évolue en Serie A jusqu'en 2013. Après une liquidation et une rétrogradation en Serie D en 2019, le club évolue actuellement en Serie B. Son stade est le Stade Renzo-Barbera, il a une capacité de 37 460 places.

### Crédit de traduction
- (it) Cet article est partiellement ou en totalité issu de l’article de Wikipédia en italien intitulé « Provincia di Palermo » (voir la liste des auteurs).